# Université mariste du Congo
 (juin 2020).
Si vous disposez d'ouvrages ou d'articles de référence ou si vous connaissez des sites web de qualité traitant du thème abordé ici, merci de compléter l'article en donnant les références utiles à sa vérifiabilité et en les liant à la section « Notes et références ».
L'université mariste du Congo (UMC), est une université privée de la république démocratique du Congo, située à Kisangani dans la province de la Tshopo.

## Historique
La Congrégation des Frères maristes des écoles est arrivée en république démocratique du Congo le 7 septembre 1911 pour s’occuper des écoles primaires officielles pour les garçons. Elle reçut des autorités coloniales du Congo belge la mission de s’installer dans la province de la Tshopo. C’est à Stanleyville, aujourd’hui Kisangani, que les frères maristes ouvrirent leur première école au Congo Belge.
En août 2011, le Ministère de l'enseignement supérieur et universitaire prit un arrêté autorisant la Congrégation des frères Maristes de la province d’Afrique Centre-Est à ouvrir une université privée à Kisangani, dans la Province Orientale, en RDC, sous le nom de « Université Mariste du Congo (UMC)».
Depuis le 15 décembre 2023, l’Université est dirigée par le professeur frère Justin Masandi Kisuku Lez, qui succède à Billy Bolakonga, recteur de l'UMC durant deux mandats consécutifs,.

## Situation géographique
L’Université mariste du Congo est située au quartier Artisanal dans la commune de la Makiso entre de part et d’autre par la route menant de l’aéroport international de Bangboka et le boulevard Mobutu connu sous le nom de la route Camp Ketele. Elle est limitée au Nord par l’école primaire Mwangaza, de Sud par le camp des enseignants de Mwangaza, à l’Est par l’Hôpital général de référence de Kabondo et à l’Ouest par le groupe scolaire Sainte Marie.

## Structure académique
L'UMC organise des enseignements dans les facultés suivantes :
- Droit
- Psychologie et sciences de l’éducation
- Sciences agronomiques
- Sciences appliquées
- Sciences de l’information et de la communication
- Sciences économiques et de gestion

## Anciens recteurs
Les anciens recteurs de l'Université Mariste du Congo depuis sa création:
| Titre       | Noms                      | Mandat             | Domaine | Commentaire |
| ----------- | ------------------------- | ------------------ | ------- | ----------- |
| Pr          | Stanislas Bongoi          | 2012 - 2015 (3ans) |         |             |
| Pr. Dr Ir   | Antoine Bily Bolakonga    | 2015 - 2023 (8ans) |         |             |
| Rev. Fr. Pr | Justin MASANDI KISUKU Lez | 2023 -             |         |             |

## Collation de grades académiques
Pour l’année académique 2023-2024, 58 lauréats ont été honorés : 43 licenciés de l’ancien système Programme d'appui à la décentralisation et à l’encadrement des moyennes entreprises (PADEM) et 15 licenciés (Bachelors) du nouveau système Licence-Master-Doctorat (LMD). La cérémonie s’est déroulée dans la salle de l’aumônerie des jeunes de l’archidiocèse de Kisangani.

## Personnalités liées

### Anciens étudiants
- Joséphine YUMA FATUMA

### Professeurs
- AGENONGA CHOBER

### Assistants
- GBADI ABANATI